# 1960 en Inde
Chronologie de l'Inde
- 1956
- 1957
- 1958
- 1959
- 1960
- 1961
- 1962
- 1963
- 1964

Cette page concerne les évènements survenus en 1960 en Inde  :

## Évènement
- 1er avril : Loi sur la prévention de la cruauté envers les animaux (en).
- 10 mai : Début de la saison cyclonique 1960 dans le nord de l'océan Indien (en).
- juin : Installation du bureau du dalaï-lama à New Delhi, représentation officielle du 14e dalaï-lama et du gouvernement tibétain en exil.
- 19 septembre : Traité sur les eaux de l'Indus, entre l'Inde et le Pakistan.

## Cinéma
- 7e cérémonie des Filmfare Awards
- 7e cérémonie des National Film Awards (en)

Sortie de film
- La Déesse
- L'Étoile cachée
- Mughal-E-Azam
- Parakh
- Sujata

## Littérature
- Arabi Ponnu (en), roman de M. T. Vasudevan Nair (en) et N. P. Mohammed (en).
- Doora Saridaru (en), roman de S. L. Bhyrappa (en).
- Jhutha Sach (en), roman de Yashpal (en).
- Mera Pakistani Safarnama (en), récit de voyage de Balraj Sahni.
- Oru Theruvinte Katha (en), roman de S. K. Pottekkatt (en).
- The Householder (en), roman de Ruth Prawer Jhabvala.

## Création
- 1er mai : 
  - Création des États du Gujarat et Maharashtra
  - Ce jour devient le Jour du Maharashtra (en).
- Médaille Vishisht Seva

## Dissolution
- État de Bombay
- The Aryan Path (en), journal.

## Naissance
- Kumar Gaurav (en), acteur et homme d'affaires.
- Suresh Gopi (en), acteur, chanteur et personnalité politique.
- Karthik (en), acteur.
- Raman Lamba (en), joueur de cricket.
- Maganti Venkateswara Rao (en), personnalité politique.
- Y. V. Subba Reddy (en), personnalité politique.

## Décès
- Pannalal Ghosh, musicien.
- J. C. Kumarappa, économiste.
- Bharati Krishna Tirtha (en), moine.